# 12 (число)
Вижте пояснителната страница за други значения на 12.
Дванайсет (също и дванадесет) е естествено число, предхождано от единайсет и следвано от тринайсет. С арабски цифри се записва 12, а с римски – XII. Числото 12 е съставено от две цифри от позиционните бройни системи – 1 (едно) и 2 (две).

## Математика
- 12 е четно число.
- 12 е съставно число.
- 12 е най-малкото число с 6 делителя.
- 12 е практично число.
- 12 е сбор от първите три четни числа (2+4+6 = 12).
- 12 = 2²+2³
- 12 = 3¹+3²
- 12 = 4²-4¹
- 12 е сбор на втората двойка прости числа близнаци 5 и 7.
- Многоъгълник с 12 страни (и ъгли) се нарича дванадесетоъгълник или додекагон. Правилният дванадесетоъгълник има вътрешен ъгъл от 150°.
- Многостен с 12 стени се нарича додекаедър.
- Ръбовете на куба са 12.
- Една дузина е равна на 12.
- 12 е основа на дванайсетичната бройна система.

## Други факти
- Месеците в една година са 12 и последният, 12-и месец е декември.
- Циферблатът на аналоговия часовник има 12 деления, като стрелката прави два пълни оборота за едно денонощие.
- Химичният елемент под номер 12 (с 12 протона в ядрото на всеки свой атом) e магнезий.
- Хората имат по 12 двойки ребра, като 11-о и 12-о са плаващи.
- Апостолите на Иисус Христос са 12.
- Астрологичните зодии са 12.
- Животните, с които се означават годините в китайския зодиак, са 12 (дракон, змия, кон, коза, маймуна, петел, куче, прасе, плъх, вол, тигър и заек).
- Дванайсетте израилски племена са потомците на 12-те синове на Яков.
- Училището свършва с 12 клас.